# フランツ・フィーベック
フランツ・フィーベック（Franz Artur Viehböck、1960年8月24日-）は、ウィーン出身のオーストリアの電気工学者で、同国初の宇宙飛行士である。出身校はウィーン工科大学。
Clemens Lothallerとともに、ソビエト連邦とオーストリアの共同プロジェクトAustromir 91に選ばれた。2年間のトレーニングの後、彼はミッションに選ばれ、1991年10月2日ロシアのアレクサンドル・ヴォルコフ、カザフスタンのトクタル・アウバキロフとともにソユーズTM-13でバイコヌール宇宙基地から宇宙に飛び立った。
ミールでは、彼はアナトリー・アルツェバルスキー、セルゲイ・クリカレフとともに医学、物理学等の15の実験を行った。フィーベックは7日と22時間の滞在の後、ソユーズTM-12で10月10日にカザフスタンに着陸した。
その後の2年間、彼はこのミッションについて多くの講演をこなし、アメリカ合衆国に渡ってロックウェル・インターナショナルで働いた。ロックウェルがボーイングに買収されると、彼はウィーン事務所の取締役となった。
フィーベックはニーダーエスターライヒ州に居住している。既婚であり、娘のCarinaは、彼が宇宙に滞在している間に生まれた。